# Armadillidium bifidum
Armadillidium bifidum är en kräftdjursart som beskrevs av Dollfus 1905. Armadillidium bifidum ingår i släktet Armadillidium och familjen klotgråsuggor. Inga underarter finns listade i Catalogue of Life.